# حجر لوحي

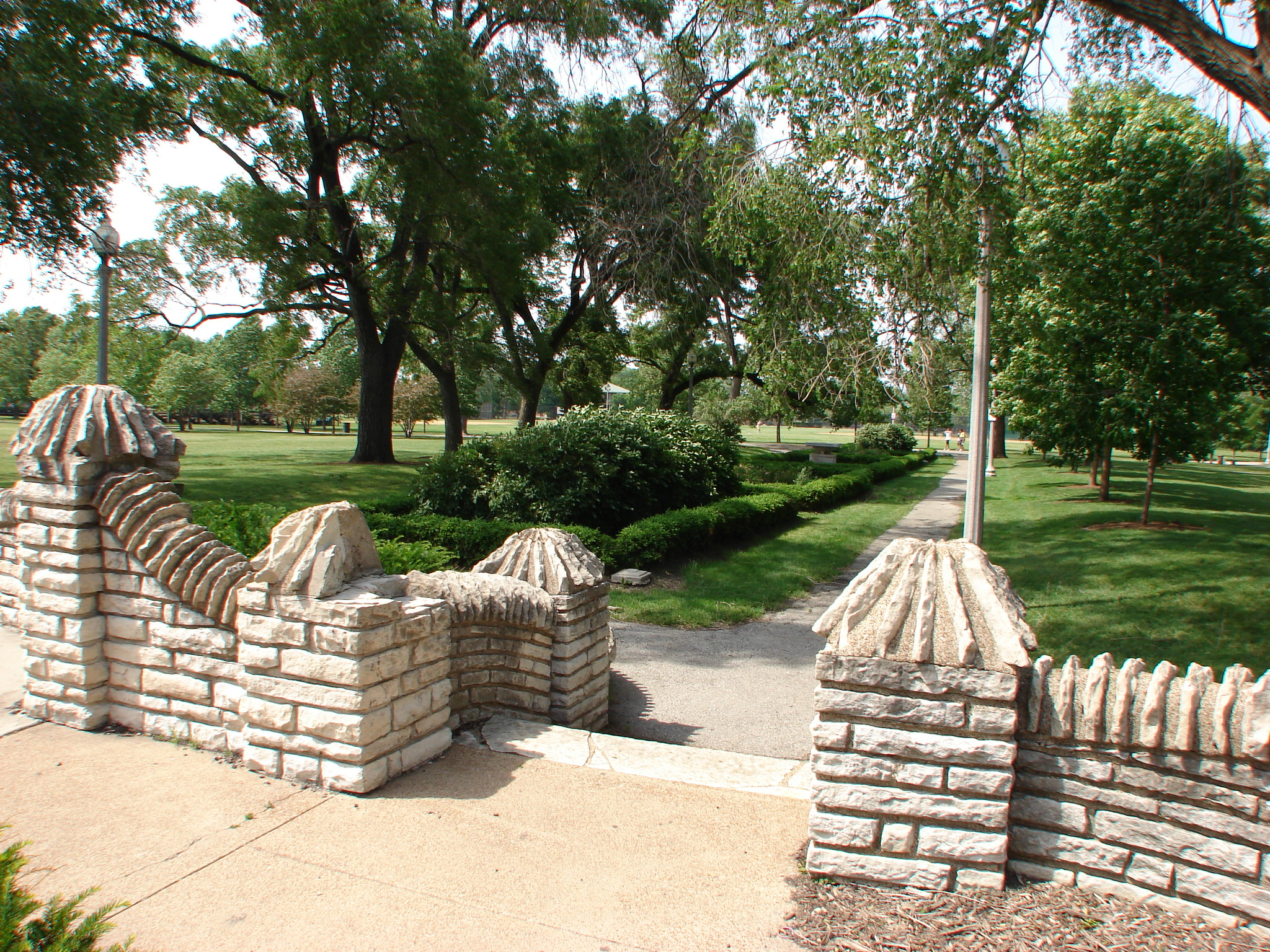
أحجار لوحية مبنية كسور في إحدى حدائق شيكاغو.

الحجر اللوحي أو الفَلَج (بالإنجليزية: Flagstone)‏، هو حجر مسطح صالح لرصف الشوارع، أو الممرات، أو الباحات، أو الأسوار أو السقوف. كما يُمكن استخدامه للنُصب التذكارية أو الواجهات وغيرها من المنشئات.
الحجر اللوحي يتكون من عدة طبقات، وعادةً يتكون من الحجر الرملي المُكوّن من الكوارتز والفلسبار. وحبيباته شائعة بأحجامها حيث يبلغ قطر الحبيبة الواحدة من 0.6 ملم إلى 2 ملم. وعادة ما تتكون المواد التي تربط الحجر الرملي من السيليكا، الكالسيت، أو أكسيد الحديد. وعادة ما يأتي لون الصخور من هذه المواد الداعمة. والألوان النموذجية لهذه الأحجار هي اللون الأحمر والأزرق، والبرتقالي.